# Mekatronik
Mekatronik (hopskrivning av mekanik och elektronik)  handlar om mötet mellan elektronik, mekanik och mjukvaruteknik. I den moderna tolkningen av mekatronik brukar man även inkludera systemdesign, datorteknik (inbyggda system), reglerteknik och signalbehandling eftersom dessa delar allt som oftast utgör centrala byggstenar i dagens komplexa system. Kombinationen av dessa områden ger upphov till synergieffekter under förutsättning att man aktivt fokuserar på dessa områden samtidigt, istället för att se dem som separata discipliner. För detta krävs alltså att en och samma person (en mekatronikingenjör eller "mekatroniker") har kunskaper inom samtliga dessa områden för att uppnå de positiva synergieffekterna. Mekatronikingenjörer utbildas på flertalet av landets universitet och högskolor. På Kungliga Tekniska högskolan i Stockholm startades kurser inom mekatronik så tidigt som 1977, då under dåvarande maskinelementsprofessorn Jan Schnittgers ledning. Själva ordet myntades av japanen Tetsuro Mori 1969, men det är först på senare tid som ordet börjat användas allmänt inom svensk industri.
Många människor behandlar mekatronik som ett modernt modeord synonymt med automation, robotik och elektromekanik.
Fransk standard NF E 01-010 ger följande definition: "tillvägagångssätt som syftar till en synergistisk integration av mekanik, elektronik, styrteori och datavetenskap inom produktdesign och tillverkning, för att förbättra och/eller optimera dess funktionalitet".

## Historik
Ordet mekatronik registrerades som varumärke av företaget Yaskawa Electric Corporation  i Japan med registreringsnumret "46-32714" 1971. Företaget släppte senare rätten att använda ordet till allmänheten, och ordet började användas globalt.
Med tillkomsten av informationsteknologi på 1980-talet introducerades mikroprocessorer i mekaniska system, vilket förbättrade prestandan avsevärt. På 1990-talet tillämpades framsteg inom beräkningsintelligens på mekatronik på ett sätt som revolutionerade området.

## Beskrivning

Aerial Eulerdiagram ffrån RPI :s hemsida beskriver de fält som utgör mekatroniken.

En mekatronikingenjör förenar principerna för mekanik, el, elektronik och datoranvändning för att skapa ett enklare, mer ekonomiskt och tillförlitligt system.
Teknisk cybernetik behandlar frågan om styrteknik av mekatroniska system. Den används för att styra eller reglera ett sådant system. Genom samarbete utför mekatronikmodulerna produktionsmålen och ärver flexibla och smidiga tillverkningsegenskaper i produktionsschemat. Modern produktionsutrustning består av mekatroniska moduler som är integrerade enligt en styrarkitektur. De mest kända arkitekturerna omfattar hierarki, polyarki, heterarki och hybrid. Metoderna för att uppnå en teknisk effekt beskrivs av kontrollalgoritmer, som kan eller kanske inte använder formella metoder i sin uppbyggnad. Hybridsystem som är viktiga för mekatroniken omfattar produktionssystem, synergidrivningar, prospekteringsrovers, delsystem för fordon som låsningsfria bromssystem och antispinn, och daglig utrustning som autofokuskameror, video, hårddiskar, CD-spelare och telefoner.

## Underdiscipliner

### Mekanisk

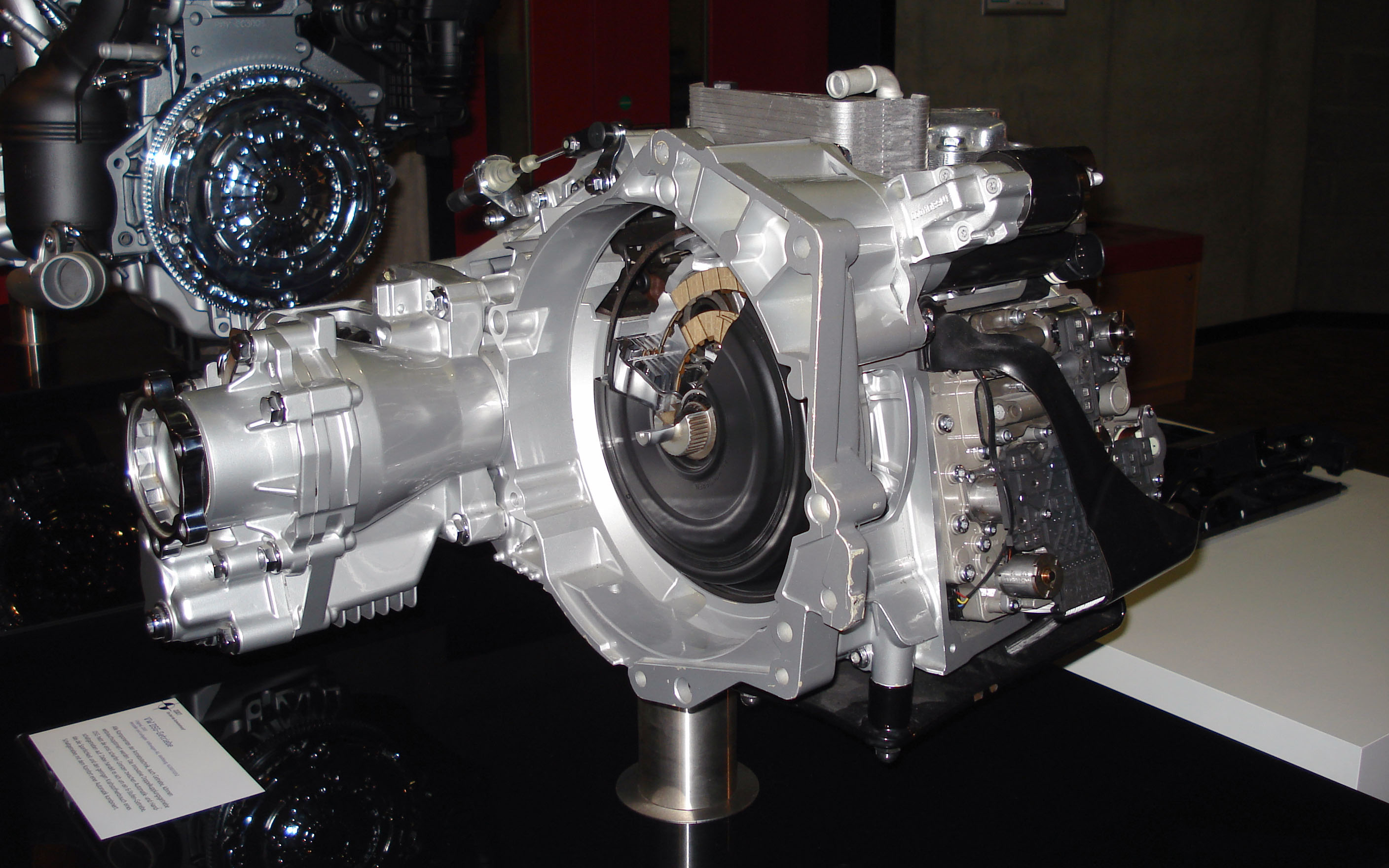
Bild av Volkswagens dubbelkopplingsväxellåda med direktväxling

Maskinteknik är en viktig del av mekatronikteknik. Det inkluderar studiet av den mekaniska karaktären hos hur ett objekt fungerar. Mekaniska element bygger på mekanisk struktur, mekanism, termovätska och hydrauliska aspekter av ett mekatroniksystem, samt studiet av termodynamik, dynamik, fluidmekanik, pneumatik och hydraulik. Mekatronikingenjör som arbetar som maskiningenjör kan specialisera sig på hydraulik och pneumatiksystem och kan arbeta inom till exempel bilindustrin. Kunskaper om mjukvaruapplikationer som CAD/CAM kan vara avgörande för att kunna konstruera produkter. Mekatronik är en del av den mekaniska utbildningsplanen som är allmänt tillämpad inom bilindustrin. 
Mekatroniska system representerar en stor del av en bils funktioner. Styrslingan som bildas av sensor—informationsbearbetning—aktuator—mekanisk (fysisk) förändring finns i många system. Systemstorleken kan vara mycket olika. Det låsningsfria bromssystemet (ABS) är ett mekatroniskt system. Bromsen i sig är också ett sådant. Och kontrollslingan som bildas av körkontroll (till exempel farthållare), motor, fordonets körhastighet i den verkliga miljön och hastighetsmätning är också ett mekatroniskt system. Mekatronikens stora betydelse för fordonsteknik framgår också av att fordonstillverkarna ofta har utvecklingsavdelningar med "Mekatronik" i sina namn. 

### Elektronik och el
Elektronik- och telekommunikationsteknik är specialiserad på elektronikenheter och telekomenheter i ett mekatroniksystem. En mekatronikingenjör specialiserad på elektronik och telekommunikation har kunskap om hårdvaruenheter. Överföring av signal är huvudtillämpningen för detta delområde av mekatronik. Där digitala och analoga system också utgör en viktig del av mekatroniksystem. Telekommunikationsteknik handlar om överföring av information över ett medium. 
Elektronikteknik är relaterat till datateknik och elektroteknik. Kontrollteknik har ett brett utbud av elektroniska tillämpningar från flyg- och framdrivningssystem för kommersiella flygplan till farthållaren som finns i många moderna bilar. VLSI-design är viktigt för att skapa integrerade kretsar. Mekatronikingenjörer har djup kunskap om mikroprocessorer, mikrokontroller, mikrochips och halvledare. Tillämpningen av mekatronik inom elektroniktillverkningsindustrin kan bedriva forskning och utveckling på elektroniska konsumentprodukter såsom mobiltelefoner, datorer, kameror etc. För mekatronikingenjörer är det nödvändigt att lära sig att använda datorapplikationer som MATLAB och Simulink för att konstruera och utveckla elektroniska produkter.

### Avionik

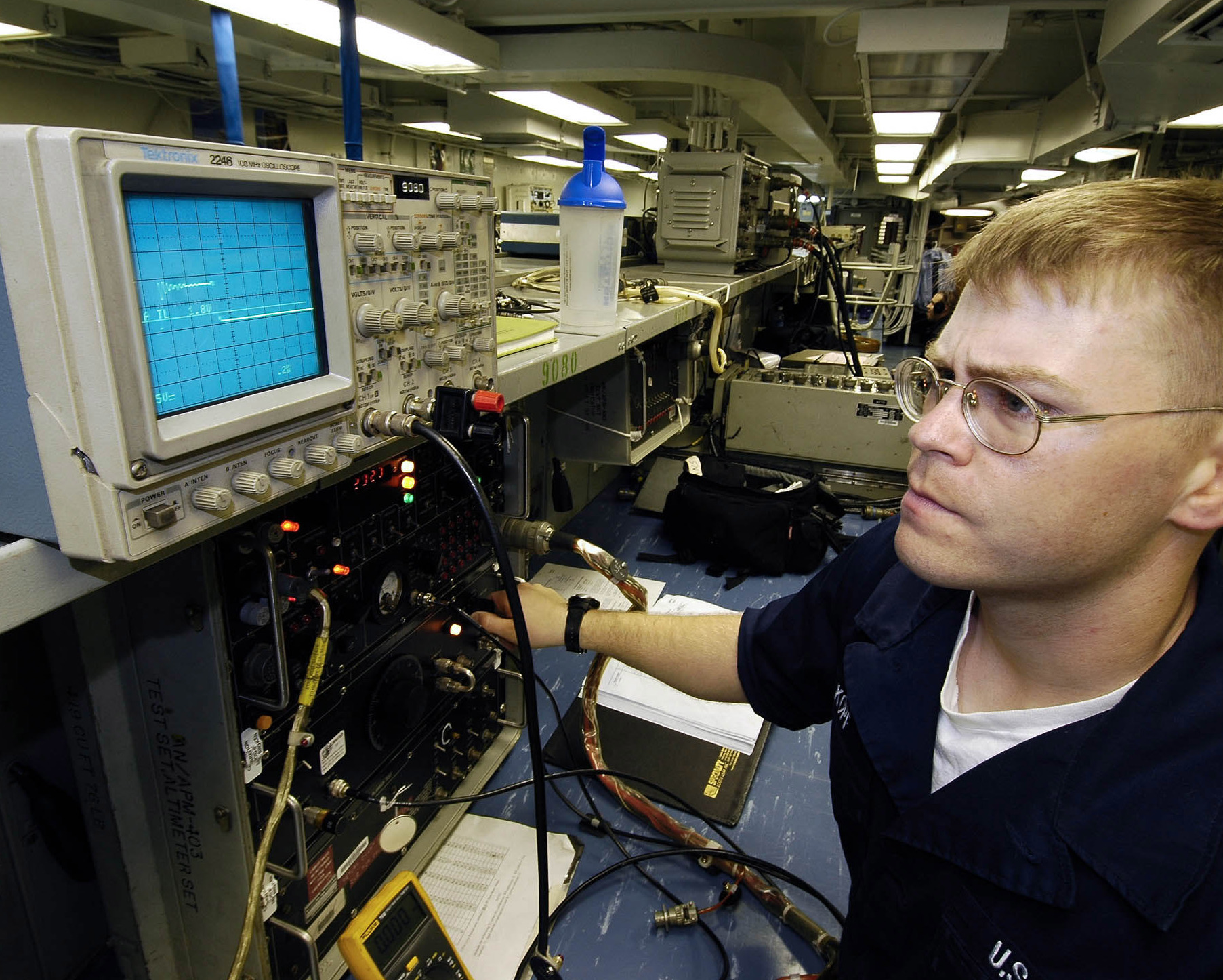
En flygtekniker använder ett oscilloskop för att verifiera signaler på flygplansutrustning.

Avionik anses också vara en variant av mekatronik eftersom den kombinerar flera områden som elektronik och telekom med flygteknik. Det är underdisciplinen mekatronikteknik och flygteknik som är ingenjörsgrenen med fokus på elektroniksystem för flygplan. Ordet flygelektronik är en blandning av flyg och elektronik. Flygplanens elektroniksystem omfattar adresserings- och rapporteringssystem för flygplan, flygnavigering, flygkontrollsystem för flygplan, system för undvikande av kollisioner, flygmätare, väderradar och blixtdetektor. Dessa kan vara så enkla som en strålkastare för en polishelikopter eller lika komplicerade som det taktiska systemet för en luftburen plattform för tidig varning. 

### Avancerad mekatronik
En annan variant är rörelsekontroll för avancerad mekatronik, för närvarande erkänd som en nyckelteknologi inom mekatronik. Rörelsestyrningens robusthet kommer att representeras som en funktion av styvhet och en grund för praktiskt förverkligande. Rörelsemål parametreras av kontrollstyvhet som kan variera enligt uppgiftsreferensen. Systemets robusthet i rörelse kräver alltid mycket hög styvhet i regulatorn.

### Industriell

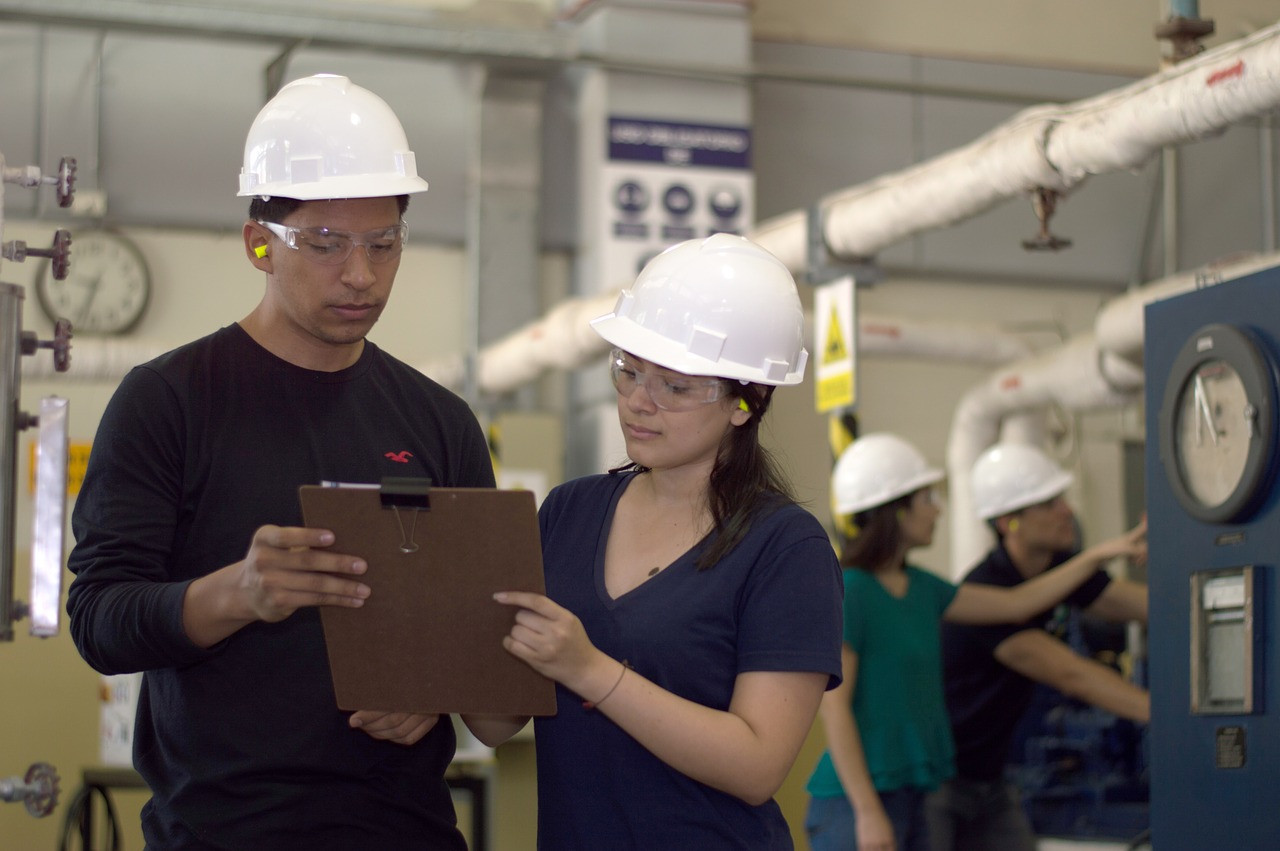
Industriingenjörer i arbete

Branschen industriingenjör omfattar konstruktion av maskiner, monterings- och processlinjer för olika tillverkningsindustrier. Denna gren kan sägas vara något lik automation och robotik. Mekatronikingenjörer som arbetar som industriingenjörer konstruerar och utvecklar infrastrukturen för en tillverkningsanläggning. Man kan också säga att de är maskinarkitekter. Man kan arbeta som industridesigner för att utforma den industriella layouten och planera för etablering av en tillverkningsindustri eller som industritekniker för att se till den tekniska driften och underhållet av den specifika fabriken. 

### Robotik

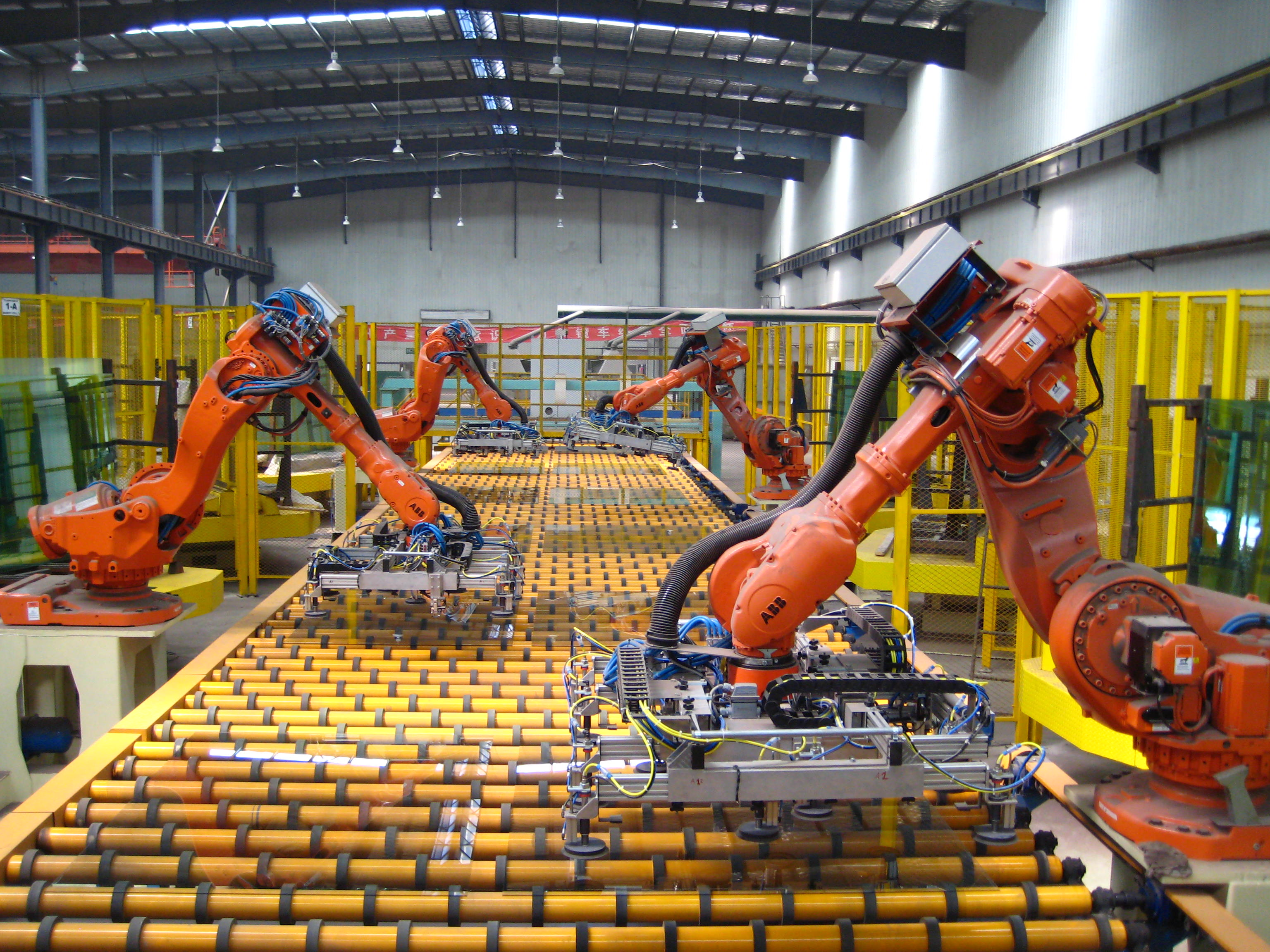
Industrirobot tillverkade avABB

Robotik är ett av de nyaste underområdena inom mekatronik. Det är studiet av robotar och hur de tillverkas och drivs. Sedan 2000 lockar denna gren av mekatronik många intresserade. Robotik hänger ihop med automation eftersom det inte heller här krävs mycket mänskligt ingripande. I ett stort antal fabriker, särskilt i bilfabriker, finns robotar i löpande band, där de utför jobbet med svetsnning, borrning, installation och montering. Programmeringskunskaper är nödvändiga för specialisering inom robotik. Kunskaper om programmeringsspråk – ROBOTC – är viktigt för fungerande robotar. En industrirobot är ett utmärkt exempel på ett mekatroniksystem, som utnyttjar aspekter av elektronik, mekanik och datoranvändning för att utföra sina dagliga jobb.

### Datorer

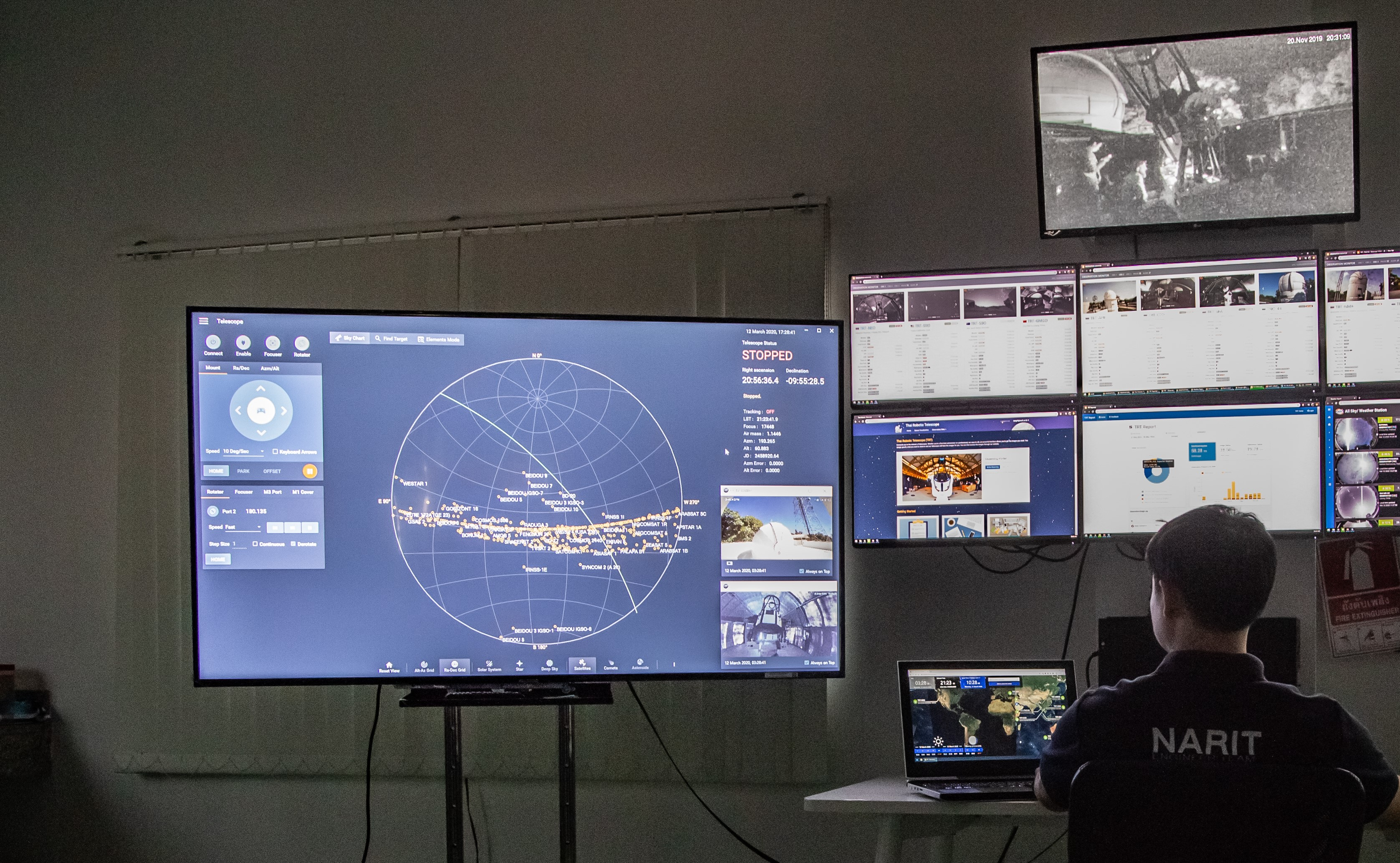
Teleskop med automatiskt kontrollsystem och ett observationssystem för rymdobjekt

Sakernas internet ( IoT) är sammankopplingen av fysiska enheter, inbäddade med elektronik, mjukvara, sensorer, ställdon och nätverksanslutning som gör det möjligt för dessa objekt att samla in och utbyta data. IoT och mekatronik kompletterar varandra. Många av de smarta komponenterna förknippade med Internet of Things kommer i huvudsak att vara mekatroniska. Utvecklingen av IoT tvingar mekatronikingenjörer, konstruktörer, praktiker och utbildare att undersöka hur mekatroniska system och komponenter uppfattas, utformas och tillverkas. Detta gör att de kan möta nya frågor som datasäkerhet, maskinetik och gränssnittet människa-maskin.
Kunskaper om programmering är mycket viktigt. En mekatronikingenjör måste göra programmering på olika nivåer – till exempel PLC-programmering, drönarprogrammering, hårdvaruprogrammering, CNC-programmering etc. På grund av kombinationen av elektronikteknik är mjuka färdigheter från datorsidan viktigt. Viktiga programmeringsspråk för mekatronikingenjörer att lära sig är programmeringsspråken Java, Python, Rust, C++ och C.